# Brostica
Brostica (macedónul: Броштица) település Észak-Macedóniában, a Délnyugati körzet Centar Zsupa-i járásában.

## Népesség
| Lakosok száma | 467  | 459  | 533  | 559  | 627  | 766  | 718  | 748  | 393  |
|               | 1948 | 1953 | 1961 | 1971 | 1981 | 1991 | 1994 | 2002 | 2021 |

2002-ben 748 lakosa volt, akik közül 622 macedón, 124 török, 2 egyéb.